# ويميريوكس
ويميريوكس (بالفرنسية: Wimereux)‏ هي بلدية تقع في إقليم باد كاليه من منطقة نور با دو كاليه في شمال فرنسا. تبلغ مساحة هذه المدينة 7.71 (كم²)، وترتفع عن سطح البحر م، يبلغ عدد سكانها 7583 نسمة حسب إحصاء المعهد الوطني للإحصاء والدراسات الاقتصادية سنة 2009 م. وترأس البلدية خلال فترة (2008-2014).

## توأمة
لويميريوكس اتفاقيات توأمة مع كل من:
- شمالنبرغ
- هيرن باي
- كانتربيري

## أعلام
- بيير فابر
- جان فرانسوا بيلاتير دي روزيير